# Feketedoboz (rendszerelmélet)

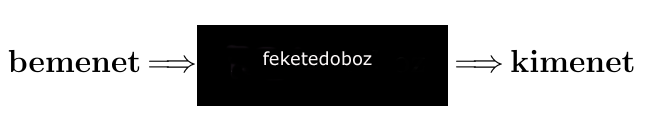
A feketedoboz sémája

Tudományos és műszaki területen a feketedoboz olyan készülék, rendszer vagy tárgy, amely kizárólag csak a bemenete, kimenete és átviteli jellemzői alapján vizsgálható, belső működésének bármilyen ismerete nélkül, azaz megvalósítása "átlátszatlan" (fekete). Szinte bármire lehet hivatkozni feketedobozként: tranzisztorra, algoritmusra, emberi elmére.
A feketedoboz ellentéte egy olyan rendszer, ahol a belső alkotórészek vagy logika hozzáférhetők a vizsgálat számára. Az ilyen rendszert időnként fehérdoboznak is nevezik.

## Fordítás
- Ez a szócikk részben vagy egészben  a   Black box című angol Wikipédia-szócikk ezen változatának fordításán alapul.  Az eredeti cikk szerkesztőit annak laptörténete sorolja fel. Ez a jelzés csupán a megfogalmazás eredetét és a szerzői jogokat jelzi, nem szolgál a cikkben szereplő információk forrásmegjelöléseként.